# Colour Genie

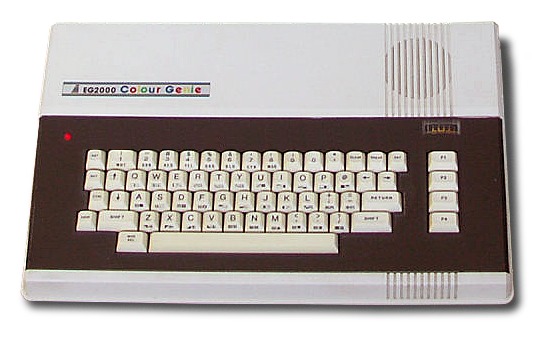
Il computer EG2000 Colour Genie

L'EACA EG2000 Colour Genie è un computer prodotto a Hong Kong dall'azienda EACA sulla scia dei precedenti Video Genie I e II.  Fu commercializzato in Germania nell'agosto del 1982 e venne messo in commercio circa nello stesso momento del Video Genie III, orientato all'uso in ambiente business.

## Caratteristiche peculiari
Il BASIC è compatibile con quello dei precedenti Video Genie I e II e con quello del TRS-80, a meno che per i
comandi di grafica e sonoro; alcune routine per alcuni comandi del BASIC del Video Genie I furono escluse dal BASIC ROM del Colour Genie.
Venivano inoltre forniti programmi per caricare i programmi del TRS-80 nel Colour Genie. I floppy disk del Colour Genie potevano essere letti
in un drive per floppy disk del TRS-80 ma non viceversa.
Diversamente dai primi Video Genie, che erano compatibili con il loro principale rivale (il Model I TRS-80), il Colour Genie è anche
incompatibile con il suo rivale, il TRS-80 Color Computer; una fondamentale differenza era la diversa CPU utilizzata.

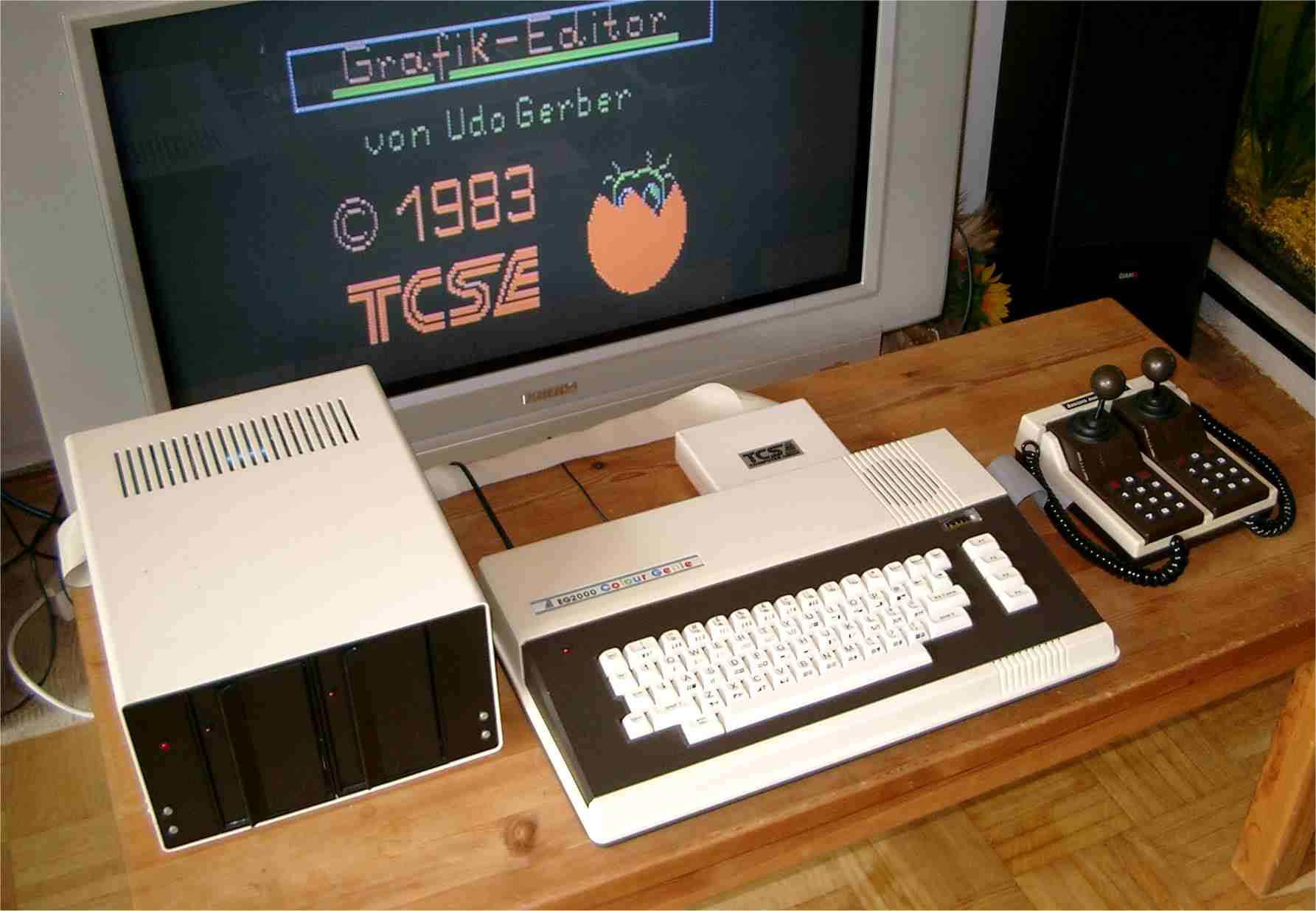

## Specifiche tecniche

### Hardware
- CPU
  - Zilog Z80, 2 MHz
- Hardware Video
  - Motorola 6845 CRTC
  - testo 40×24 (ROM originale) o testo 40×25 (upgrade ROM), 16 colori, 128 caratteri definiti dall'utente
  - grafica 160×96 (ROM originale) o grafica 160×102 (upgrade ROM), 4 colori
- Hardware Sonoro
  - General Instruments AY-3-8910
  - 3 canali sonori, ADSR  programmabile
  - 1 canale per il rumore
  - 2 porte I/O ampiezza 8-bit

- RAM:
  - 16 KB RAM, espandibile a 32 KB
- ROM:
  - 16 KB contenenti il LEVEL II BASIC
- Tastiera
  - 63-tasti in stile "macchina da scrivere"
  - 4 tasti funzione programmabili

### Porte I/O e alimentatore di corrente
- Porte I/O:

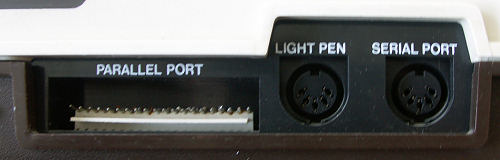

  - Uscita video composita e uscita audio (connettore RCA)
  - Uscita integrata dell'antenna attreaverso un modulatore di radiofrequenza, che trasmette anche il sonoro alla TV
  - Slot di espansione a cartuccia (slot per l'edge connector con le linee di indirizzi/dati e segnali di controllo della CPU Z80, insieme ai piedini di terra (GND) e tensione; usato per le cartucce ROM o il controller del floppy disk
  - Interfaccia per musicassette a 1200 baud (5 pin DIN)
  - Porta RS-232 (5 pin DIN)
  - Porta per penna ottica (5 pin DIN)
  - Porta parallela per controller stampante o per controller joystick
- Alimentazione: 5V DC, +12V DC e -12V DC

### Periferiche hardware esterne

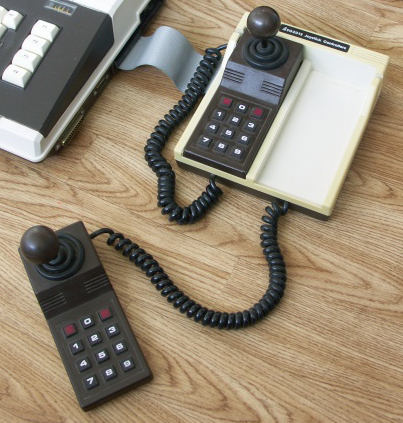

- Controller per floppy disk con stazione per floppy disk.
  - Supportati fino a 4 drive (5.25 pollici).
  - Supporto per drive da 90 KB SS/SD fino a 720 KB DS/DD.
- Registratore di musicassette
- Cartucce EPROM da 12 KB
- Controller Joystick EG2013
  - 2 joystick analogici con tastierini numerici